# Mirza Haidar
Pour les articles homonymes, voir Haidar.
Mirza Muhammad Haidar Dughlat, né en 1499 ou 1500 et mort en 1551, est un prince et un général turco-mongol du Cachemire et un chroniqueur historique. Il s'exprime en langues turques et écrit en persan aussi bien qu'en tchaghataï. Il est le cousin du prince Zahir, plus connu sous le nom de Bâbur.